# La vall dels cavallers
La vall dels cavallers (títol original, Julekongen – Full rustning) és una pel·lícula familiar, d'aventures i fantasia noruega del 2015. La pel·lícula va ser dirigida per Thale Persen i va ser escrit per Lars Gudmestad i Harald Rosenløw-Eeg. Vetle Qvenild Werring, Emma Rebecca Storvik, Stella Stenman, Bjarte Tjøstheim, Tone Mostraum, Kyrre Hellum i Herborg Kråkevik van protagonitzar els papers principals. S'ha doblat al català.
La pel·lícula és una seqüela de la sèrie de televisió Julekongen, que es va emetre a NRK el 2012.
Va ser vist per 271.000 espectadors als cinemes noruecs.